# Ingenjör Andrées luftfärd (filme)
Ingenjör Andrées luftfärd é um filme dramático semibiográfico lançado em 1982. Inspirado no livro homônimo de Per Olof Sundman a respeito da expedição polar de S. A. Andrée de 1897, foi dirigido por Jan Troell e estrelado por Max von Sydow (interpretando Salomon August Andrée), Sverre Anker Ousdal (Knut Frænkel) e Göran Stangertz (Nils Strindberg).
A obra foi indicada ao Óscar de "Melhor Filme Estrangeiro". Muitas de suas sequências seriam reaproveitadas posterioriormente por Troell em seu documentário En frusen dröm, de 1997.

## Elenco
- Max von Sydow — Salomon August Andrée
- Göran Stangertz — Nils Strindberg
- Sverre Anker Ousdal — Knut Frænkel
- Clément Harari — Henri Lachambre
- Eva von Hanno — Gurli Linder
- Lotta Larsson — Anna Charlier
- Jan-Olof Strandberg — Nils Ekholm
- Henric Holmberg — Vilhelm Swedenborg
- Ulla Sjöblom — Irmã de Andrée
- Mimi Pollak — Mina Andrée
- Cornelis Vreeswijk — Lundström
- Ingvar Kjellson — Alfred Nobel
- Bruno Sörwing — Óscar II da Suécia
- Åke Wihlney — Capitão
- Berto Marklund — Médico do navio
- Knut Husebø — Fridtjof Nansen
- Allan Schulman — Adolf Erik Nordenskiöld
- Staffan Liljander — Inventor
- Peter Schildt — Assistente de Andrée
- Siv Ericks — Sra. Assarsson